# Sean O'Brien
Sean Kevin O'Brien (Carlow, 14 de febrero de 1987) es un jugador irlandés de rugby que se desempeña como ala. Juega en el Leinster y para el XV del trébol. O'Brien fue convocado por los Lions para la gira a Australia 2013.
Es conocido por sus carreras llevando el balón, y el servicio de noticias de la World Rugby lo describe como una "furiosa bola de destrucción". También es conocido por su velocidad, su resistencia en el ruck y su tackle.

## Carrera
O'Brien debutó con Leinster contra Cardiff Blues en septiembre de 2008 en la Celtic League ese mismo año se proclamó campeón con Leinster. Ese mismo año hizo su debut en la Copa de Europa contra Castres Olympique en diciembre. O´Brien no formó parte de la final de la Heineken cup de 2009, pero era una evidencia que O'Brien era uno de los mejores fowards jóvenes de Europa y llegaron cantos de sirena por parte de equipos del top 14 francés en invierno de 2010, por lo que la IRFU (Unión de Rugby de Irlanda) se movió rápidamente para ofrecer un nuevo contrato de tres años con Leinster en enero de 2011, lo que hizo que ""Tullow Tank" no cambiara de equipo. O'Brien jugó una Heineken Cup 2011 excepcional para Leinster lo cual llevó a que Leinster se llevase el título contra  Northampton Saints por 33-22 en el Millennium Stadium. En mayo de 2012 Leinster y O´brien lograron su tercer triunfo en la Heineken Cup en cuatro temporadas ante los rivales irlandeses del Ulster, y se establecieron como verdaderos gigantes del rugby europeo, en un partido que controlaron de principio a fin ante 82.000 espectadores en el estadio Twickenham. La temporada 2012-13 fue un éxito para O´Brien ayudando a Leinster a ganar su primer título Celtic League. En la Heineken cup tuvieron una actuación decepcionante quedando apeados de la carrera por el título en octavos de final, lo cual les llevó a disputar y ganar la A pesar de la decepción de no poder acceder a los octavos de final de la Copa Heineken, O´Brien ayudó a Leinster a ganar su primera Amlin Challenge Cup, un tercer título europeo en tres años. En enero de 2014, O'Brien firmó un nuevo acuerdo de dos años con el Leinster.

### Selección nacional
En 2007 participó en el equipo irlandés que ganó el Grand Slam sub-20. Fue llamado a la selección absoluta para los test de noviembre de 2009, y jugó su primer partido cuando entró como suplente contra Fiyi en el RDS Arena el 21 de noviembre de 2009. También acudió como suplente contra Sudáfrica en una victoria 15–10 el 28 de noviembre de 2009. Salió del banquillo contra Italia en el Torneo de las Seis Naciones 2010, pero no fue llamado después. Resultó lesionado en los test de verano de 2010, pero logró salir por vez primera como titular en los tests de otoño de 2010, aunque no apareció en ningún otro partido. O'Brien empezó de titular todos los partidos de Irlanda durante el Seis Naciones de 2011, consiguiendo ser hombre del partido contra Italia. Fue tercero en el Seis Naciones de 2011 perdiendo frente al ganador Andrea Masi.
Fue seleccionado entre los 30 hombres seleccionados por Irlanda para la Copa Mundial de Rugby 2011 en Nueva Zelanda. O'Brien fue titular contra Australia, Rusia, Italia y Gales durante la campaña de la Copa Mundial, marcando un ensayo contra Rusia y ganando el premio de "hombre del partido" cuando se enfrentaron con Italia.
Sean O'Brien participó en el Torneo de las Seis Naciones 2013 y destacó como el mejor delantero de Irlanda. Logró muchas patadas a seguir que sus compañeros de equipo no supieron culminar. También ofrece la versatilidad de jugar en cualquier lugar de la línea defensiva. La potencia de Sean O'Brien y su implacabilidad también brillaron en una campaña horrible para Irlanda.
En 2014 O´Brien fue una pieza fundamental para que el XV del trébol se hiciera con el Torneo de las seis naciones.
Seleccionado para formar parte de la selección irlandesa de la Copa Mundial de Rugby de 2015, salió de titular en el primer partido del grupo, y logró un ensayo en la primera parte, contribuyendo así a la victoria de su equipo 50-7 contra Canadá. En la segunda parte, fue sustituido por Christopher G. Henry. Fue elegido por los aficionados (a través de Twitter como "Hombre del partido" (Man of the Match) en enfrentamiento de su equipo contra Francia en la fase de grupos, el 11.10.2015. Al terminar el encuentro, las cámaras captaron un golpe que le dio sin pelota a Pascal Papé que en su momento no había sido percatado por los árbitros. Por este motivo, lo suspendieron por una semana perdiéndose así el partido de cuartos de final frente a Argentina.

## Palmarés y distinciones notables
- Campeón del Torneo de las Seis Naciones 2014, Torneo de las Seis Naciones 2015.
- Copa de Europa de 2009, 2011, 2012 y 2018[13]
- Campeón de la European Challenge Cup de 2013.
- Campeón de la Celtic League de 2012/13.
- Seleccionado por los British and Irish Lions para la gira de 2013 en Australia y 2017 en Nueva Zelanda[14]